# Foppe de Haan
Foppe de Haan (Lippenhuizen, 26 giugno 1943) è un allenatore di calcio e dirigente sportivo olandese, attuale responsabile del settore giovanile dell'Heerenveen.

## Carriera

### Inizi
Nato nel 1943 a Lippenhuizen in Frisia, inizia ad allenare l'Akkrum nel 1974. Nel 1976 viene chiamato alle giovanili dell'Heerenveen. L'anno dopo passa al Drachtster Boys, nel 1980 al ACV e nel 1983 al Steenwijk.

### Consacrazione all'Heerenveen
Allenando poi l'Heerenveen dal 1985 al 1988 e dal 1992 al 2004 è diventato l'allenatore che per il maggior arco tempo si è seduto sulla stessa panchina di una squadra professionistica olandese. Nel 1993 fece tornare il club in Eredivisie e nel 1999 arrivò secondo in campionato, qualificandosi così alla Champions League per la prima volta nella sua storia.

### Under-21 olandese e Under-23 Indonesiana
De Haan è stato poi dal 2004 al 2009 l'allenatore della nazionale olandese Under-21, con la quale ha vinto nel 2006 e nel 2007 l'Europeo Under-21 nelle finali vinte contro i pari età dell'Ucraina e della Serbia. De Haan è anche riuscito a portare la sua squadra alle Olimpiadi di Pechino 2008.
Nel 2006 è stato per un periodo anche CT della Nazionale Indonesiana Under-23.

### Ajax Cape Town, Tuvalu e di nuovo all'Heerenveen
Dopo aver allenato Nazionale di calcio delle Tuvalu per poco tempo, guidando il paese ad uno storico quarto posto nella fase a gironi dei Giochi del Pacifico del 2011 con 4 punti guadagnati in 5 gare, massimo risultato di sempre ottenuto dal paese in una manifestazione internazionale, il 29 settembre 2011 torna all'Heerenveen in qualità di Responsabile del Settore Giovanile.